# Vårberg (stacja metra)
Vårberg – powierzchniowa stacja sztokholmskiego metra, leży w Sztokholmie, w Söderort, w dzielnicy Skärholmen, na osiedlu Vårberg. Na czerwonej linii metra T13, między Vårby gård a Skärholmen. Dziennie korzysta z niej około 6 200 osób.
Stacja znajduje się u wyjścia z tunelu, równolegle do Vårbergsplanu. Posiada jedno wyjście zlokalizowane przy Vårbergstorget. 
Otworzono ją 2 grudnia 1967 wraz z odcinkiem Skärholmen-Vårberg. Do 1 października 1972 była to stacja końcowa linii T13. Posiada jeden peron. Projektantem stacji jest Hack Kampmann.

## Sztuka
- I våra händer (pol. W naszych rękach), ceramiczna mozaika na ścianie peronu, Maria Ängquist Klyvare, 1996[4]

## Czas przejazdu
| Linia | Stacja   | Czas przejazdu | Stacja                                                    | Czas przejazdu                     |
| T13   | Ropsten  | 33 min         | Liljeholmen Slussen Gamla stan T-Centralen Östermalmstorg | 15 min 21 min 23 min 25 min 27 min |
| T13   | Norsborg | 12 min         | Liljeholmen Slussen Gamla stan T-Centralen Östermalmstorg | 15 min 21 min 23 min 25 min 27 min |

## Otoczenie
W otoczeniu stacji znajdują się:
- Vårbergsskolan
- Söderholmsskolan
- Johannesdals bollplan
- Västerholmsskolan
- Österholmsskolan
- Vårbergs idrottsplats
- Johannesdals gård
- Lillholmsskolan